# Le Tabou
Pour les articles homonymes, voir Tabou (homonymie).
Le Tabou est un ancien club de danse et de jazz installé dans la cave du XVIIe siècle de l'hôtel d'Aubusson à Paris, au no 33 de la rue Dauphine, à l'angle de la rue Christine, et devient à sa création l'une des premières caves-clubs de Saint-Germain-des-Prés. 
Il a été inauguré le 11 avril 1947, peu après la fermeture du Caveau des Lorientais. Ses membres fondateurs étaient Roger Vailland, Frédéric Chauvelot, Bernard Lucas et Jean Domarchi. Il est très vite devenu le rendez-vous favori des zazous, noctambules et intellectuels, et un haut lieu des existentialistes.

## Les débuts

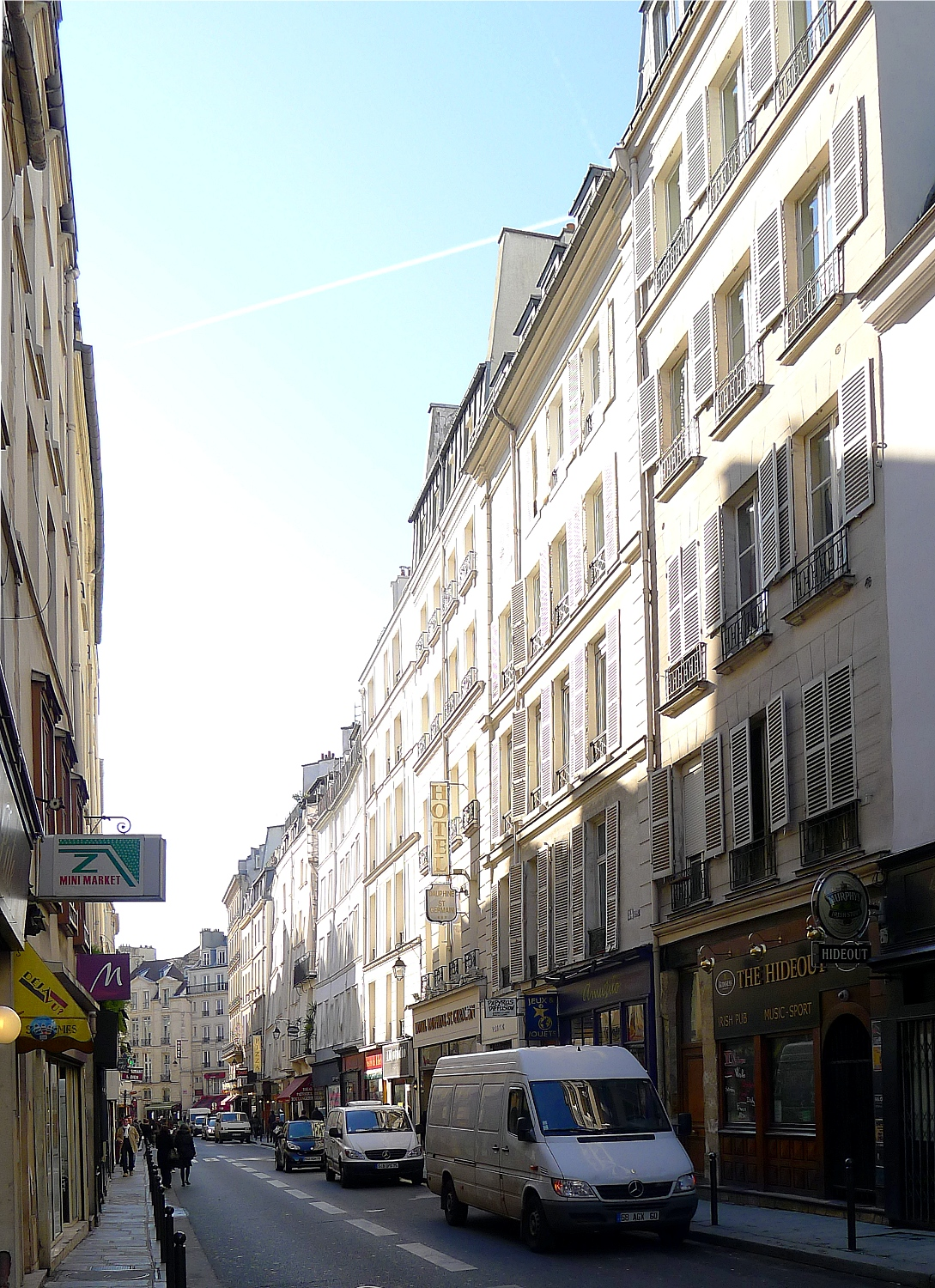
Rue Dauphine à Paris où se trouvait la cave Le Tabou.

### Du Bar vert au Tabou
Le Tabou est né de la nécessité pour la faune du Bar vert de trouver un lieu de danse, musique et poésie. Le Bar vert, créé en 1944 au no 14 rue Jacob,, était alors à Paris le premier « bar américain », ouvert toute la nuit, en particulier à l'intention des personnels des Messageries de la Presse Parisienne situées non loin rue Christine. Les ouvriers de la presse étaient rejoints beaucoup plus tard dans la journée par les journalistes qui venaient, eux prendre leur petit déjeuner à 14 h 30 dans ce même bar où bientôt affluèrent écrivains, journalistes, intellectuels et une compagnie hétéroclite de gens de scène dont Juliette Gréco. Le nouveau directeur du Bar vert, Bernard Lucas, a amené une période de notoriété pour ce lieu : « [Bernard Lucas] (...) barman peu ordinaire qui a des livres rares et une discothèque classique » attirait des intellectuels. C'était la grande période littéraire du Bar vert où se retrouvaient entre autres Raymond Queneau, Roger Vailland, Antonin Artaud, Maurice Merleau-Ponty, Jean Beaufret, Henri Pichette, parfois Jean-Paul Sartre, tandis que Jacques Prévert ne venait plus.
Cette même population se réunissait aussi au Tabou, propriété de gens hostiles à la faune du quartier : « Les patrons du Tabou, les Guyonnet, étaient d'anciens commerçants toulousains, plutôt hostiles à cette faune littéraire qui avait introduit les alcools américains. » Ces mêmes Guyonnet déclarèrent par la suite qu'ils étaient à l'origine du succès du Tabou, car ce sont eux qui ont tenté  une première fois de transformer leur cave en centre d'attractions en 1945, et sans succès. Mais comme le bar du Tabou était le seul à ne pas fermer à minuit, il garde une certaine clientèle, celle du Flore et du Bar vert.

### La cave des intellectuels
En septembre 1946, les Guyonnet ne sont plus propriétaires du Tabou, leur cabaret ayant été fermé par la police. Juliette Gréco découvre alors au sous-sol du lieu cette « cave voûté peuplée de tables et de tabourets vides, éclairée de petites ampoules de couleurs vives qui servent de regards à des masques africains (...) tout au fond, une grille ouvre sur un endroit sablonneux. » Immédiatement, elle réunit sa bande composée de Bernard Lucas Michel de Ré, Anne-Marie Cazalis, Alexandre Astruc et elle fait le siège du couple toulousain pour obtenir son accord. Elle dit vouloir utiliser la cave comme lieu de répétition. Bernard Lucas prend la direction des opérations avec Alexandre Toursky et persuade les Guyonnet, sans trop leur expliquer son projet, d'ouvrir leur cave. Il obtient gain de cause après quatre mois de palabres. Le Tabou ouvre ses portes le 11 avril 1947.
La cave en sous-sol est le lieu idéal pour la musique, et pour éviter que les voisins ne se plaignent de tapage nocturne. Boris Vian est parmi les premiers musiciens à s'y produire ; il y fonde un petit orchestre de jazz avec ses frères, « les Grrr », et Guy Montassut au saxophone ténor. Juliette Gréco récite des poèmes de Queneau et de Prévert et chantait.

## Un «centre de folie organisée»
En juin 1947, Bernard Lucas reprend la direction du Bar vert et laisse la gestion du Tabou à Frédéric Chauvelot. Pendant les premiers mois, la musique est issue d'un pick-up avant que Boris Vian  avec sa trompinette, ses frères Lélio, Alain, et avec Guy Montassut (saxo), Guy Longnon à la trompette, forment l'orchestre. Claude Luter les rejoint après la fermeture du Caveau des Lorientais. Les animatrices du Tabou sont Cazalis et Gréco, l'organisateur des fêtes est Marc Doelnitz

« Très vite, le Tabou est devenu un centre de folie organisée. Disons-le tout de suite, aucun des clubs qui suivirent n'a pu recréer cette atmosphère incroyable, et le Tabou lui-même, hélas ! ne la conserva pas très longtemps, c'était d'ailleurs impossible. »

— Boris Vian, Vian,
Il fallait montrer patte blanche pour entrer. Le « grand maître de l'escalier » distribuait et contrôlait les cartes, il fallait des relations pour entrer. Au fond se trouvait l'estrade en forme de paillote, un bar en chêne, et au milieu d'un véritable brouillard de cigarettes une piste de danse où les garçons portaient des chemises à carreaux et des souliers en toile caoutchoutée, modèle basket importé du Caveau des Lorientais.
La clientèle était composée de couturiers, de mannequins, de photographes (Émile Savitry), d'étudiants, de musiciens. Mais la véritable raison pour laquelle la cave battait des records d'affluence était la présence de l'équipe Gréco-Cazalis-Dolnitz. Parmi les clients habitués se trouvaient les couples Montand-Signoret, Renaud-Barrault, Sartre-Beauvoir, ainsi que Miles Davis, Gaston Gallimard, René Julliard, Alexandre Astruc, Roger Vaillant, Maurice Merleau-Ponty et Jean Cocteau. Le Tabou est très vite devenu une légende, bien qu'il n'ait été en activité qu'un an, « ne serait-ce que parce que les voisins vidaient leurs pots de chambre sur la tête des noctambules trop bruyants à la sortie de la cave,. »
Les voisins énervés avaient réussi à faire ramener l'heure de fermeture du Tabou à minuit, mais cela n'avait pas découragé les habitués. Cependant, le Tabou devenait ce que les intellectuels considéraient comme un Club pour BOF à l'égal de Pigalle. L'élection de Miss tabou, l'incursion des filles du quartier en petite tenue, l'apparition d'effeuilleuses, et d'une clientèle dont on flattait la demande, finissait par dégoûter la jet-set habituelle qui chercha un club vraiment privé. Lassés d'un lieu dont ils assuraient le succès par leurs extravagances, ils préférèrent au Tabou une autre cave que Freddy Chauvelot (alors directeur du Tabou) allait ouvrir au 13 rue Saint-Benoît : Le Club Saint-Germain.

## LeTabouaprès 1948
Après le départ des zazous pour Le Club Saint-Germain, Le Tabou reste un lieu de jazz mais le style de musique évolue, lié à l'essor du bebop venu d'outre-Atlantique d'artistes américains comme Thelonious Monk, Charlie Parker et  Dizzy Gillespie  que Boris Vian contribuera à faire connaitre en France. Il s'agit de jazz d'avant-garde où se produisent entre autres Henri Renaud, pianiste dans divers bars du quartier latin depuis 1946, année où il accompagnait Don Byas, James Moody, engagé par Gérard Pochonet et Jean-Claude Fohrenbach.
En 1951, Henri Renaud enregistre pour la firme Saturne  avec Sandy Mosse et Bobby Jaspar (saxes), Jimmy Gourley, Pierre Michelot (contrebasse) et Pierre Lemarchand, et il invite dans son club  divers musiciens. De sorte que, en 1953, le Tabou est encore actif avec les musiciens de l'orchestre de Lionel Hampton. Renaud a déjà invité entre-temps : Sacha Distel (guitare), René Thomas, Lester Young, Clifford Brown.
Le Tabou ferme en 1962, puis est racheté en août 1963 par Gilbert Goldstein, un organisateur de spectacles de catch, qui le baptisera Le New Tabou.

## LeTabouà partir de 2000
À l'emplacement du Tabou se trouve le Café Laurent qui depuis le mois de mars 2000 perpétue la tradition en programmant des concerts de jazz le soir du lundi au samedi. Le pianiste et directeur artistique Christian Brenner en a la charge depuis cette date, il est toujours en fonction en  2023. Des duos, trios et quartets sont programmés avec 5/6 rythmiques différentes et des solistes français et étrangers de niveau international.

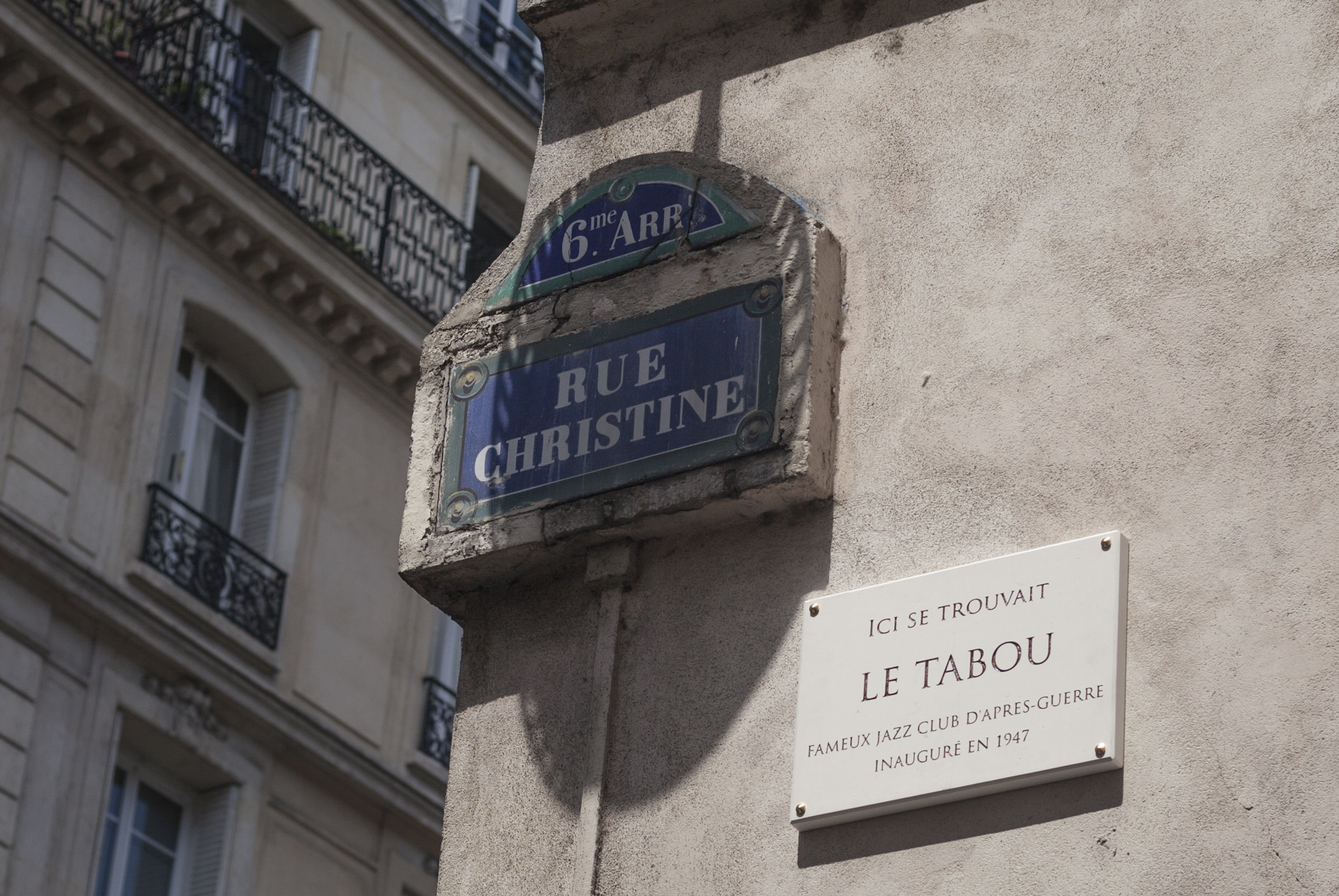
Plaque commémorative du Tabou.

À l'angle des rues Christine et Dauphine a été inaugurée en juin 2015 une plaque commémorative par le maire du 6e arrondissement de Paris et les propriétaires de l'hôtel d'Aubusson, dont dépend le Café Laurent.
De nombreux artistes et écrivains — amoureux de l'esprit germanopratin — séjournent dans cet établissement au luxe feutré, dont Paul Auster, Harlan Coben, James Ellroy, Russell Banks ou Arturo Pérez-Reverte.